# Rivolta di Menemen

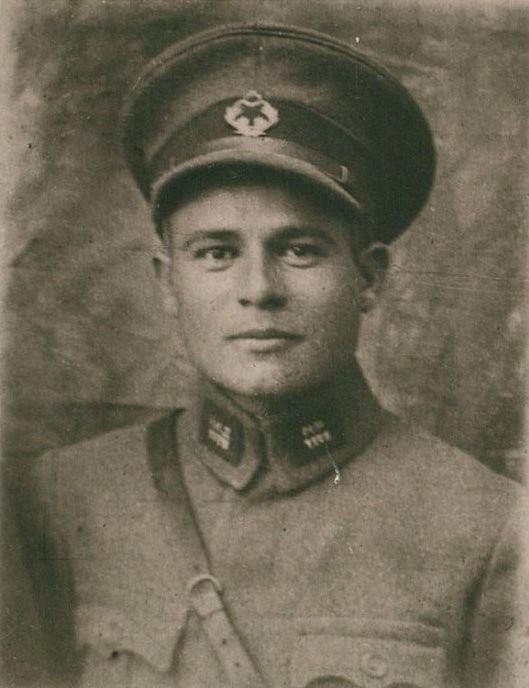
Mustafa Fehmi Kubilay

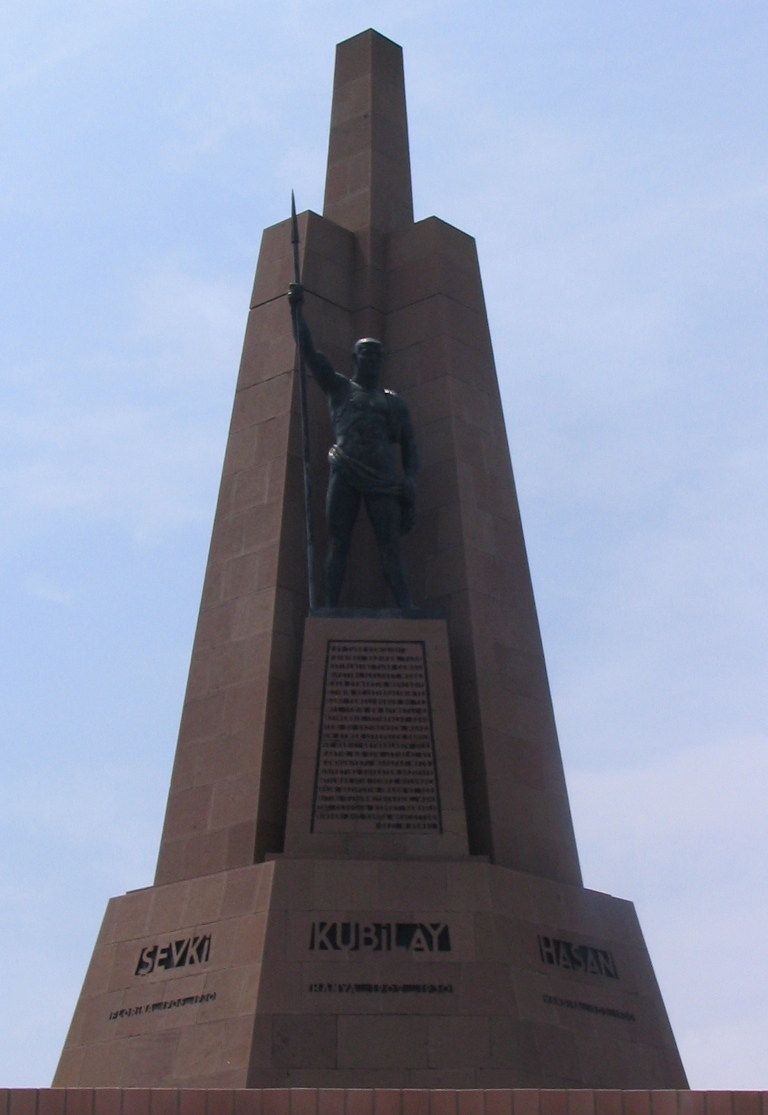
Memoriale del martire Kubilay a Menemen, Smirne

La rivolta di Menemen, (in turco Kubilay Olayı o Menemen Olayı) si riferisce a una catena di eventi accaduti a Menemen, una piccola città a nord di Smirne nella Regione Egea della Turchia, il 23 dicembre 1930.
Gli islamisti si ribellarono alla secolarizzazione della Turchia da parte di Atatürk e decapitarono Mustafa Fehmi Kubilay, un insegnante che stava facendo il servizio militare e altre due guardiani.

## Ribellione
Dopo la firma del Trattato di Losanna nel 1923, il Partito Popolare Repubblicano di Turchia perseguì una politica in qualche modo liberale nei confronti dell'Islam, promuovendo il secolarismo senza prendere una linea dura contro le istituzioni e le pratiche islamiche e ritenendo che il secolarismo della propria ideologia stesse già mettendo radici.  Questa fiducia fu scossa il 23 dicembre 1930, quando il derviscio Mehmet Efendi, un membro della confraternita Naqshbandiyya (in turco: Nakşibendi), creò una protesta radunando una folla armata contro le politiche del governo laico e chiedendo la restaurazione della Sharia e del Califfato. Per sedare la manifestazione fu inviata una squadra di soldati della guarnigione locale. Il capo dei soldati, Mustafa Fehmi Kubilay, andò singolarmente tra la folla per convincerli ad arrendersi. Un ribelle lo colpì e ferì, e i soldati di conseguenza risposero al fuoco (usando proiettili di legno) sui manifestanti.
I manifestanti, guidati dal Mehmet, urlarono: ''Quelli che indossano cappelli sono kaffir. Torneremo presto alla sharia.''
Mustafa Fehmi Kubilay, che si era nascosto in una moschea, fu decapitato dalla folla con un'ascia e la sua testa mozzata fu poi posta su un palo con una bandiera verde che sfilò per la città. Anche due guardie municipali, Bekçi Hasan e Bekçi Şevki, furono uccise dai manifestanti. Anche diversi rivoltosi furono uccisi.
Dopo aver sentito l'omicidio di Kubilay da parte degli islamisti, Atatürk proclamò: ''Migliaia da Menemen non hanno impedito ciò, ma si sono uniti ai tekbir. Dov'erano questi traditori durante l'occupazione greca?". Il governo turco espresse il proprio shock per il popolo di Menemen che reagì duramente alla secolarizzazione e non al massacro di Menemen durante la greco-turca.
I responsabili della ribellione, tra cui Mehmet Efendi, furono uccisi o in altri casi puniti.

## Reazione del governo
Il nuovo governo repubblicano della Turchia rimase scioccato dalla dimostrazione di fervore religioso e dalla facilità con cui fu abbracciato da alcuni turchi, in quanto atti completamente antitetici al secolarismo. Fu dichiarato lo stato di emergenza e furono istituite corti marziali che emisero condanne che andavano dalla morte al patibolo o all'ergastolo fino alla reclusione di un anno. Ci furono anche diverse assoluzioni. I membri sufi furono arrestati in tutto il paese. Inoltre, l'evento dimostrò che il secolarismo non stava prendendo piede né così rapidamente né così profondamente come il governo avrebbe voluto. Ciò spinse il governo ad agire, avviando riforme di secolarizzazione più aggressive in risposta all'incidente di Menemen. Il governo portò avanti questa politica tentando di nazionalizzare l'Islam attraverso l'esecuzione in turco, e non in arabo, dell'adhan (in turco: ezan) o chiamata alla preghiera. Il governo promosse la secolarizzazione nelle scuole facendo tradurre il Corano dall'arabo al turco e leggendolo alla gente alla radio e nelle moschee. Questi tentativi riflettevano uno sforzo globale da parte del governo per rimuovere le influenze islamiche e radicare la nazionalità sulla religione nella cultura turca. Questi sforzi mostrarono anche un tentativo più ampio da parte del governo di consolidare le tradizioni turche e promuovere un'identità turca per sostituire un'identità prevalentemente musulmana, poiché nell'Impero ottomano le persone erano identificate dal sistema millet in base alla loro religione piuttosto che all'etnia. Questi atti furono implementati per sostituire le ultime vestigia di nostalgia per il Califfato ormai abolito e il disgregato Impero ottomano all'indomani della prima guerra mondiale.

## Eredità storica
Il monumento dell'incidente di Menemen presenta un'alta scultura di Ratip Aşir Acudoğu che fu eretta nel 1932. L'area è paesaggistica e illuminata di notte. Una guardia d'onore militare sorveglia continuamente il sito commemorativo, che contiene le tombe di diversi soldati turchi che furono uccisi. In seguito all'evento 28 persone furono appese per il collo.

### Riferimenti nella cultura di massa
- Cem Karaca - Bir Öğretmene Ağıt (canzone scritta in memoria di Kubilay)